# Плюшкін
Степан Плюшкін — вигаданий поміщик, виведений Миколою Гоголем в п'ятому розділі першого тому «Мертвих душ». Його прізвище стало загальним для позначення хворобливої скнарості. Мріяв побудувати будинок, збирав гроші. Коли він майже нагромадив, він пішов грати в карти з Расстильяком і програв гроші. Прототипом персонажа міг стати Михайло Погодін.

## Минуле Плюшкіна
В молодості був одружений, батько двох дочок та сина. Власник найбагатшого маєтку колись був ощадливим господарем.

## Звички та зовнішність
Описуючи маніакальну жадібність свого героя, Гоголь повідомляє: ...він ходив ще кожен день вулицями свого села, заглядав під містки, під перекладини і все, що не траплялося йому: стара підошва, бабина ганчірка, залізний цвях, глиняний черепок, - все тяг до собі і складав у ту купу, яку Чичиков помітив у кутку кімнати… після нього нема чого було помсти вулицю: трапилося офіцеру, що проїжджав, втратити шпору, шпора ця миттю вирушила у відому купу: якщо баба… забула відро — він тягнув і відро.
Письменник дає опис наступне зовнішності свого незвичайного героя: обличчя його не представляло нічого особливого і виглядало як і в інших худорлявих людей похилого віку. Лише підборіддя виступало дуже далеко вперед, та привертали увагу маленькі очі, що бігали як миші з-під високо піднятих брів. Набагато чудовіше було вбрання його: ніякими засобами і стараннями не можна б докопатися, з чого злапаний його халат: рукави і верхні підлоги до того засолілися і заблищали, що були схожі на юфть, яка йде на чоботи; ззаду замість двох бовталися чотири підлоги, з яких хлоп'ями ліз бавовняний папір. На шиї теж було пов'язане щось таке, якого не можна було розібрати: чи панчоха, чи підв'язка, чи черевник, тільки ніяк не краватка.
Зустріч Чічікова з Плюшкіним передує опис зруйнованого села і напівзруйнованого сімейного садиби Плюшкіна: якусь особливу старість помітив він (тобто Чичиков) на всіх дерев'яних будівлях: колода на хатах була темна і стара; багато дахів прозирали як решето: на інших залишався тільки коник вгорі та жерди по сторонах у вигляді ребер ... Вікна в хатинках були без стекол, інші були заткнуті ганчіркою або зипуном ... Частинами став виявлятися панський будинок ... Якимось дряхлим інвалідом дивився довгий, довгий непомірно ... Стіни будинку щілили місцями голі штукатурні грати ... З вікон тільки два були відкриті, інші були заставлені віконницями або навіть забиті дошками ... Зелена цвіль вже покрила огорожу і ворота. Деяке пожвавлення вносило в цю сумну картину «веселий сад» — старий, зарослий і заглухлий, що йшов за садибою в поле.

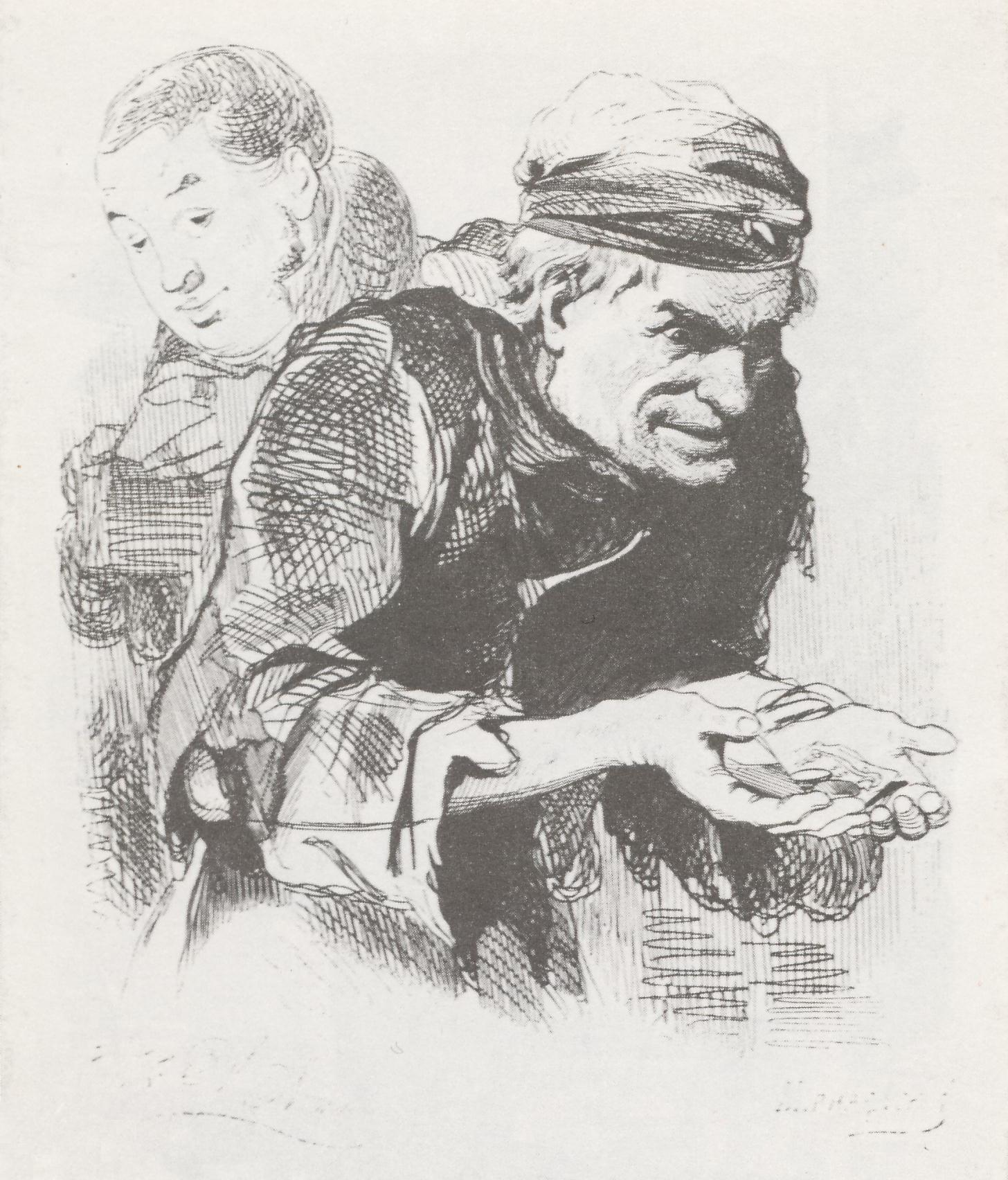
На малюнку А. А. Агіна

При появі господаря всього цього занепалого маєтку Чичиков спочатку приймає його за стару-ключницю - настільки дивовижно, брудно і бідно був той одягнений: Послухай, матінко, - сказав він, виходячи з брички - Що пан?...

## Сприйняття
Плюшкін як алегорія всепоглинаючої скупості вважається одним із вершинних звершень Гоголя. Літературні критики зазвичай подають Плюшкіна як зразок скопидомства, жадібності і крохоборства. Автора займає історія деформації особистості — перетворення цього на молодість освічену і недурну людину на посміховисько навіть для власних селян і на хвору, злокозненную особистість, яка відмовилася від підтримки та участі в долі своїх власних дочок, сина та онуків.

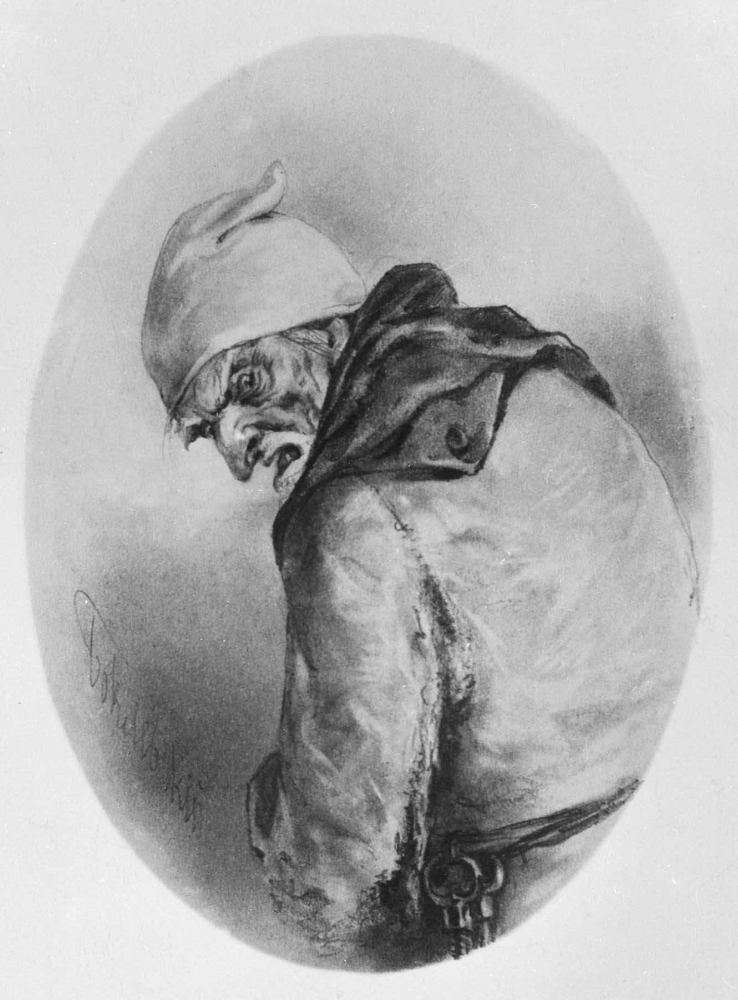
Акварель Боклевського, намальована пізніше

У російській розмовній мові та в літературній традиції ім'я «Плюшкін» стало номінальним позначенням для дріб'язкових, скупих людей, охоплених пристрастю до накопичення непотрібних їм, а часом і зовсім непотрібних речей. Його поведінка, описана у поемі М. В. Гоголя є типовим проявом такого психічного розладу, як патологічне накопичення.
У Твері сімейною парою Денисом та Мариною Ільїними 7 листопада 2017 року було відкрито «музей Плюшкіна», який є музеєм побуту пізніх радянських часів.